# Nik & Jay (album)
Nik & Jay er titlen på Nik & Jay's debutalbum, udgivet i 2002. Albummet blev den mest sælgende danske rap/R&B debut med 100.000 solgte eksemplarer.

## Trackliste
- Alt tekst og musik er skrevet af Nik & Jay og Jon & Jules.

| #   | Titel                                                              | Længde |
| --- | ------------------------------------------------------------------ | ------ |
| 1.  | "Det Vi Gør"                                                       | 2:30   |
| 2.  | "Hot!"                                                             | 3:13   |
| 3.  | "Elsker Hende Mere"                                                | 3:44   |
| 4.  | "Ryst Din Røv"                                                     | 3:21   |
| 5.  | "Nik & Jay" (Guitar – Hannibal Gustafsson)                         | 3:42   |
| 6.  | "Tch-Tching"                                                       | 4:04   |
| 7.  | "Tag Mig Tilbage"                                                  | 4:52   |
| 8.  | "Gå For Det"                                                       | 3:07   |
| 9.  | "Lær Mig At Elske Dig" (Strings – DR RadioUnderholdningsOrkestret) | 4:44   |
| 10. | "Freaky"                                                           | 3:39   |
| 11. | "Pige (Er Du Fri I Nat?)"                                          | 3:47   |